# Pin Oak Acres
Pin Oak Acres è un census-designated place (CDP) degli Stati Uniti d'America, situato nello stato dell'Oklahoma, nella contea di Mayes.